# Dunton Green
Dunton Green è un villaggio e parrocchia civile dell'Inghilterra, appartenente alla contea del Kent.